# 프란츠 하레스
프란츠 하레스(Franz Harress, 1915년경 사망)는 수학자로 알베르트 아인슈타인과 동시대인이었으며 회전하는 유리 장치에서의 빛의 전파에 대한 실험으로 가장 잘 알려져 있다. 이 실험에 의하여 특수 상대성 이론과 관련된 알베르트 아인슈타인과 파울 하르처(Paul Harzer) 사이에서 논쟁이 촉발되었다. 하레스는 1912년 예나 프리드리히쉴러 대학교에서 오토 율리우스 하인리히 크로프 교수의 학생이었다. 그의 논문은 "Die Geschwindigkeit des Lichtes in bewegten Körpern"(움직이는 물체에서의 빛의 속도)였다. 사냐크 효과에 대한 그의 연구는 막스 폰 라우에가 1920년 논문 "On the Experiment of F. Harress"에서 분석했다.